# エスタディオ・フランシスコ・I・マデロ

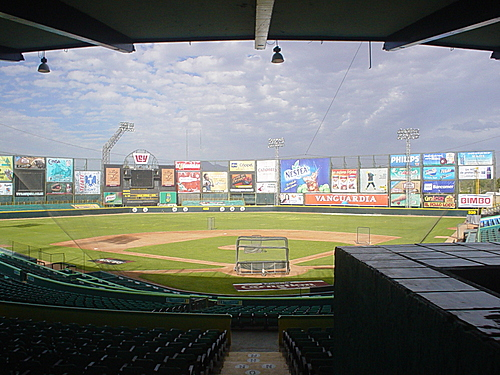
エスタディオ・フランシスコ・I・マデロ

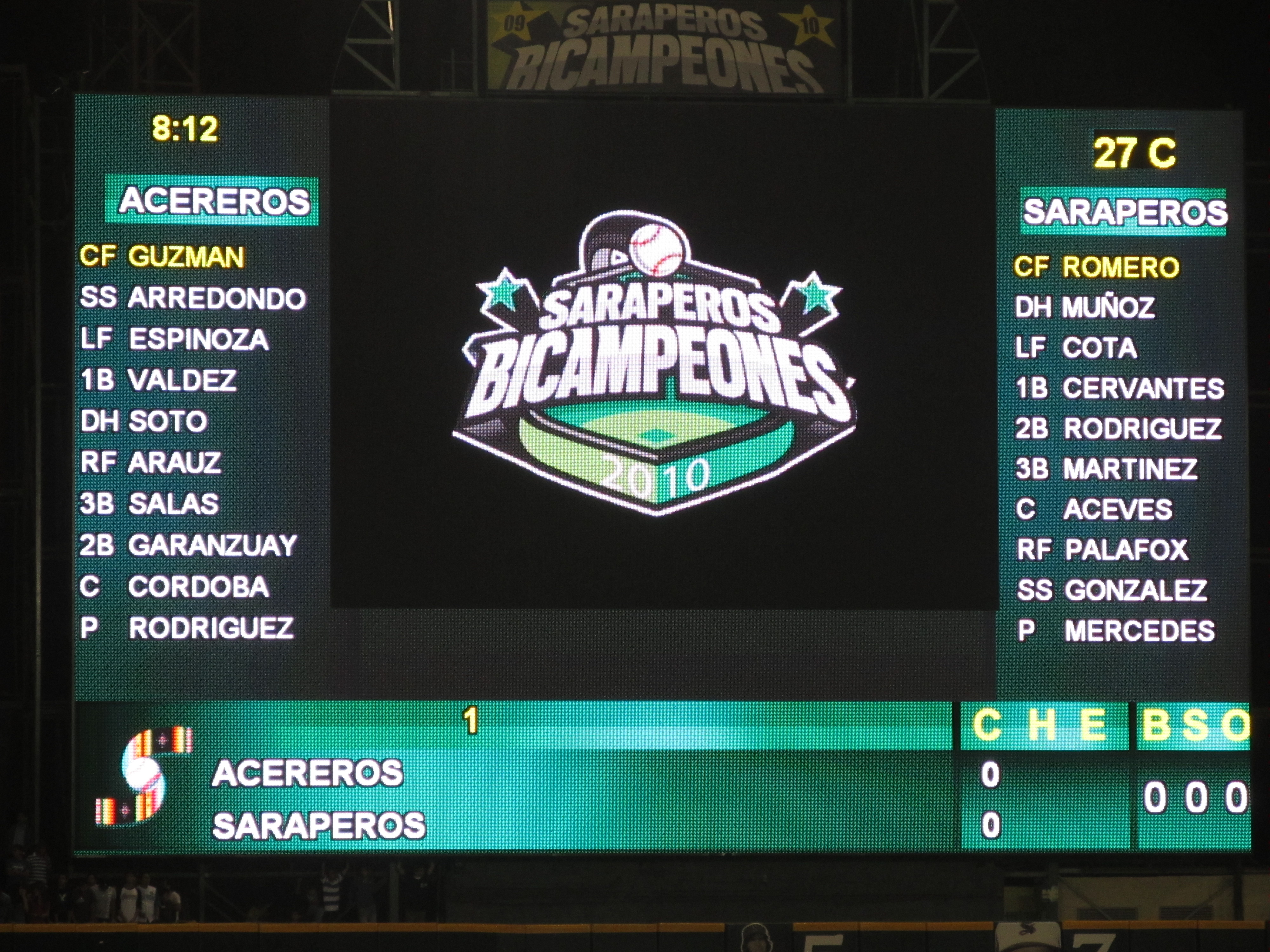

エスタディオ・フランシスコ・I・マデロ（Estadio Francisco I. Madero）は、メキシコのコアウイラ州サルティーヨにあるスタジアム。1970年に建設され、1999年には改修工事が施されている。収容人数は16,000人。スタジアム名には、コアウイラ出身の第38代メキシコ大統領（在任：1911年～1913年）フランシスコ・マデロの名を冠した。
主に野球に使用されており、リーガ・メヒカーナ・デ・ベイスボル（メキシコ夏季リーグ）のサルティーヨ・サラペメーカーズが開場時から本拠地にしている。